# Pallacanestro Vigarano 2019-2020
Questa voce raccoglie le informazioni riguardanti la Pallacanestro Vigarano nelle competizioni ufficiali della stagione 2019-2020.

## Stagione
La stagione 2019-2020 della Pallacanestro Vigarano è la sesta che disputa in Serie A1 femminile.

## Rosa
|    | Naz.                   | Ruolo | Sportivo               | Anno | Alt. |  |        |
| -- | ---------------------- | ----- | ---------------------- | ---- | ---- |  | ------ |
| 2  | Italia (bandiera)      | P     | Alice Campanini        | 2002 | 168  |  |        |
| 6  | Italia (bandiera)      | G     | Elena Ceno             | 2002 | 180  |  |        |
| 7  | Italia (bandiera)      | P     | Emilia Galliera Ricci  | 2005 | 165  |  |        |
| 9  | Italia (bandiera)      | G     | Giulia Natali          | 2002 | 176  |  |        |
| 11 | Italia (bandiera)      | A     | Sara Orazzo            | 2001 | 173  |  | [ 2 ]  |
| 11 | Italia (bandiera)      | G     | Alice Gregori          | 2000 | 182  |  | [ 3 ]  |
| 12 | Italia (bandiera)      | A     | Noemi Celani           | 2003 | 0    |  |        |
| 13 | Italia (bandiera)      | PG    | Silvia Nativi          | 2002 | 180  |  |        |
| 14 | Italia (bandiera)      | G     | Sara Bocchetti         | 1993 | 175  |  | (cap.) |
| 15 | Italia (bandiera)      | A     | Maria Miccoli          | 1995 | 183  |  |        |
| 16 | Italia (bandiera)      | G     | Victoria Farina        | 2003 | 172  |  |        |
| 17 | Italia (bandiera)      | A     | Caterina Gilli         | 2002 | 183  |  |        |
| 22 | Nigeria (bandiera)     | C     | Pallas Kunaiyi-Akpanah | 1997 | 187  |  |        |
| 23 | Stati Uniti (bandiera) | GA    | Moesha Rene Kinard     | 1996 | 174  |  | [ 5 ]  |
| 27 | Italia (bandiera)      | A     | Dafne Gianesini        | 2001 | 177  |  |        |
| 30 | Italia (bandiera)      | P     | Beatrice Attura        | 1994 | 170  |  |        |
| 24 | Stati Uniti (bandiera) | GA    | Breanna Monae Bolden   | 1995 | 180  |  | [ 6 ]  |